# Crataegus helenolae
Crataegus helenolae là loài thực vật có hoa trong họ Hoa hồng. Loài này được Grynj & Klok. mô tả khoa học đầu tiên.